# Botiidae
A  Botiidae a sugarasúszójú halak (Actinopterygii) osztályába és a pontyalakúak (Cypriniformes) rendjébe tartozó család.

## Rendszerezés
A családba az alábbi alcsaládok, nemek és fajok tartoznak:

### Botiinae
- Botia J. E. Gray, 1831
- Chromobotia (Kottelat, 2004)
  - öves díszcsík Chromobotia macracanthus (Bleeker, 1852)
- Sinibotia (Fang, 1936)
  - Sinibotia superciliaris (Günther, 1892)
  - Sinibotia robusta (Wu, 1939)
  - Sinibotia pulchra (Wu, 1939)
  - Sinibotia reevesae (Chang, 1944)
  - Sinibotia yunnanensis (Chen, 1980)
  - Sinibotia longiventralis (Yang & Chen, 1992)
- Syncrossus (Blyth, 1860)
  - Syncrossus hymenophysa (Bleeker, 1852)
  - Syncrossus berdmorei (Blyth, 1860)
  - Syncrossus helodes (Sauvage, 1876)
  - Syncrossus beauforti (Smith, 1931)
  - Syncrossus reversa (Roberts, 1989)
- Yasuhikotakia (Nalbant, 2002)
  - Yasuhikotakia modesta (Bleeker, 1865)
  - Yasuhikotakia morleti (Tirant, 1885)
  - Yasuhikotakia lecontei (Fowler, 1937)
  - Yasuhikotakia sidthimunki (Klausewitz, 1959)
  - Yasuhikotakia pulchripinnis (Paysan, 1970)
  - Yasuhikotakia eos (Taki, 1972)
  - Yasuhikotakia nigrolineata (Kottelat & Chu, 1987)
  - Yasuhikotakia splendida (Roberts, 1995)
  - Yasuhikotakia caudipunctata (Taki & Doi, 1995)
  - Yasuhikotakia longidorsalis (Taki & Doi, 1995)

### Leptobotiinae
- Parabotia (Dabry de Thiersant, 1872)
  - Parabotia maculosa (Wu, 1939)
  - Parabotia banarescui (Nalbant, 1965)
  - Parabotia fasciata (Guichenot & Dabry de Thiersant, 1872)
  - Parabotia lijiangensis (Chen, 1980)
  - Parabotia bimaculata (Chen, 1980)
  - Parabotia parva (Chen, 1985)
  - Parabotia dubia (Kottelat, 2001)
- Leptobotia
  - Leptobotia curta (Temminck & Schlegel, 1846)
  - Leptobotia pratti (Günther, 1862)
  - Leptobotia elongata (Bleeker, 1870)
  - Leptobotia rubrilabris (Dabry, 1872)
  - Leptobotia taeniops (Sauvage, 1872)
  - Leptobotia mantschurica (Berg, 1909)
  - Leptobotia citrauratea (Nichols, 1925)
  - Leptobotia fangi (Tchang, 1930)
  - Leptobotia compressicauda (Nichols, 1931)
  - Leptobotia tchangi (Fang, 1936)
  - Leptobotia pellegrini (Fang, 1936)
  - Leptobotia zebra (Wu, 1939)
  - Leptobotia guilinensis (Chen, 1980)
  - Leptobotia tientainensis (Fang & Hsu, 1980)
  - Leptobotia flavolineata (Wang, 1981)
  - Leptobotia microphthalma (Fu & Ye, 1983)
  - Leptobotia orientalis (Xu, Fang & Wang, 1984)
  - Leptobotia hengyangensis (Huang & Zhang, 1986)
  - Leptobotia posterodorsalis (Chen & Lan, 1992)
  - Leptobotia punctata (Li, Li & Chen, 2008)
  - Leptobotia puncatata (Li, Li & Chen, 2008)